# Ованнисян, Арег Суренович
Арег Суренович Ованнисян (арм. Արեգ Սուրենի Հովհաննիսյան; род. 5 января 1965, Ереван) — армянский дипломат. Посол Армении в Ливане (2001—2006) и Японии (с 2021).

## Биография
Родился 6 января 1965 года в Ереване. В 1982—1987 годах обучался на факультете востоковедения Ереванского государственного университета (ЕГУ). В 1983—1984 годах обучался на переводчика с английского языка на факультете общественных профессий ЕГУ.
В 1988—1991 годах работал в Триполи, Ливия в качестве переводчика с арабского языка при советском военном контингенте. В 1992—1993 годах входил в исполнительный совет Всеармянского фонда «Айастан».
С 1993 года работает в Министерстве иностранных дел Армении. В 1997—1998 годах возглавлял отдел по связям с прессой. В 1999—2001 являлся генеральным консулом Армении в Алеппо, Сирия. В 2001—2006 годах являлся послом Армении в Ливане. В 2006—2007 годах являлся советником министра иностранных дел Армении.
В 2007—2010 годах возглавлял управление стран Азии, Океании и Африки, в 2010—2013 годах — управление Ближнего Востока, в 2017—2021 годах — управление Азии и Океании. В 2013—2017 годах работал в Вене, Австрия как представитель Армении в международных организациях. С 2021 года является послом Армении в Японии, с 2022 года также является послом Армении в Южной Корее, Австралии и Новой Зеландии, работая в Токио.
Имеет дипломатический ранг чрезвычайного и полномочного посла. Знает английский, русский, арабский и французский языки.

## Награды
- Юбилейная медаль «70 лет Вооружённых Сил СССР» (1988)[1].
- Медаль «Великий офицер» от президента Ливана (2006)[1].
- Медаль «Рыцарь Киликии» от Католикоса великого дома Киликии (2006)[1].
- Орден Святого Вардана Мамиконяна (2006) от патриарха Армянской католической церкви[1].